# Laima Jukelienė
Laima Jukelienė (Marijampolė, 22 september 1942 - Kaunas 1 januari 1994) was een voormalig basketbalspeelster die uitkwam voor het nationale basketbalteam van de Sovjet-Unie.

## Carrière
Jukelienė speelde haar gehele carrière van 1960 tot 1969 voor KPI Kaunas. In 1969 stopte ze met basketbal.
In 1966 won Jukelienė met de Sovjet-Unie de gouden medaille op het Europees kampioenschap basketbal vrouwen 1966.

## Erelijst
- Europees Kampioenschap: 1
  - Goud: 1966